# Käthe Kollwitz
Käthe Schmidt Kollwitz (Königsberg, 8 luglio 1867 – Moritzburg, 22 aprile 1945) è stata una scultrice e pittrice tedesca.
Oltre che nella scultura e nella pittura, fu impegnata nelle arti della xilografia, litografia e stampa.

## Biografia

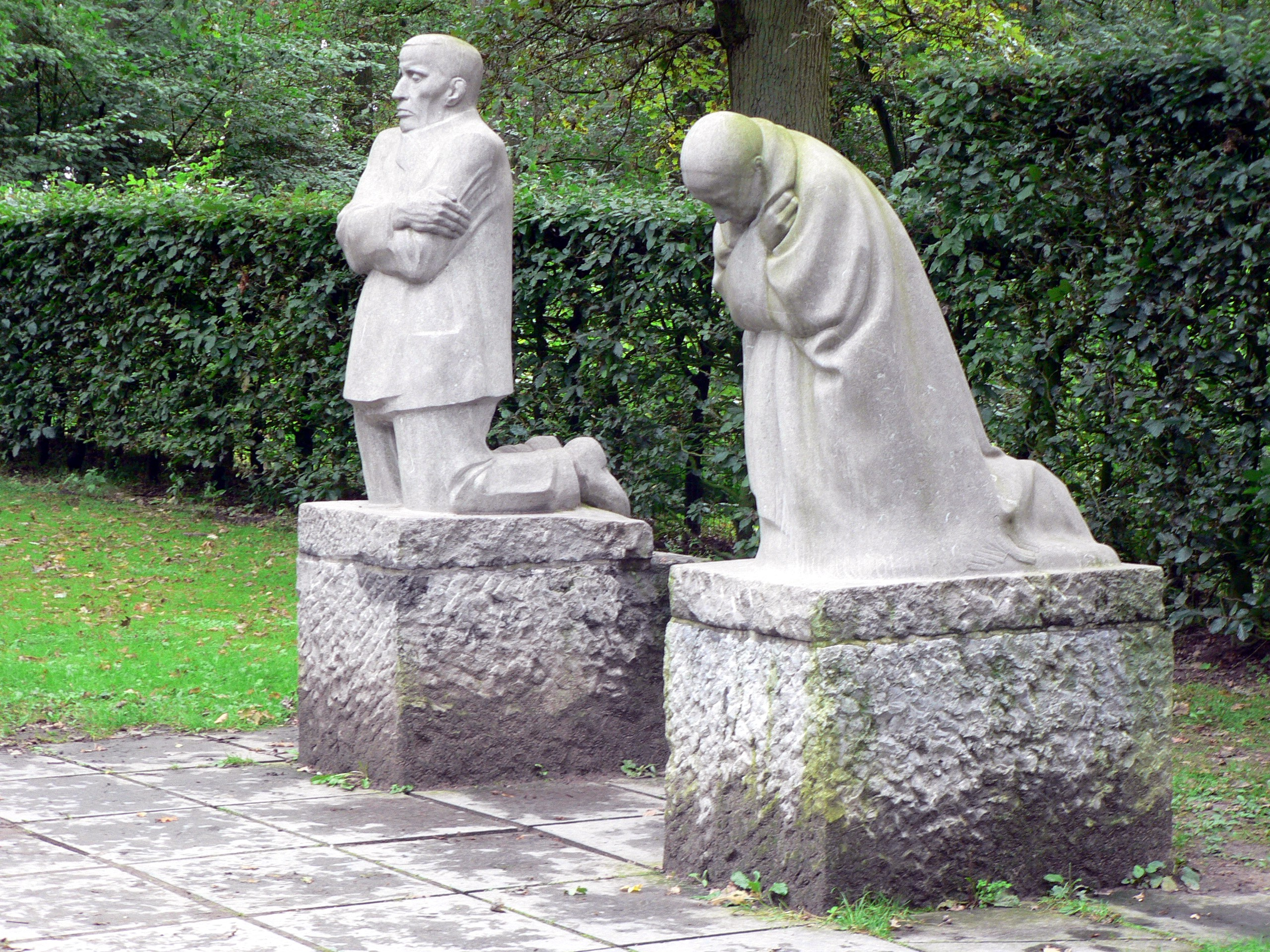
I genitori addolorati

### Gioventù
Käthe Kollwitz nacque nel 1867, con il cognome Schmidts, nell'allora città prussiana di Königsberg, nella quale visse fino al 1885. I primi insegnamenti artistici li apprese, a partire dal 1881 da Rudolf Mauer, incisore di Rame, e dal pittore Gustav Naujok.
I suoi primi disegni, all'età di 16 anni, riguardavano operai, marinai e contadini che vedeva nell'ufficio di suo padre. Decisa ad intraprendere studi d'arte, si trasferì a Berlino, dove vi era una scuola d'arte femminile, studiò con Karl Stauffer-Bern, amico dell'artista Max Klinger. Le acqueforti, la tecnica e la tematica sociale di quest'ultimo furono per lei fonte d'ispirazione.
A 17 anni conobbe il futuro marito Karl Kollwitz, studente in medicina e, nel 1888, passò a studiare alla scuola d'arte femminile di Monaco. Sposatasi nel 1891, andò a risiedere a Berlino, nella casa in cui visse fino ai bombardamenti del 1943.
Nel 1892 nacque il primo figlio, Hans, e nel 1896 Peter. In questo periodo, dopo aver visto l'opera di Gerhart Hauptmann, "I tessitori" (riguardante l'oppressione dei tessitori della Slesia: nel 1842 vi fu un tentativo fallito di rivolta), fu da quest'opera ispirata e produsse un ciclo di 3 litografie (Povertà, Morte, Cospirazione) e 3 dipinti (Marcia dei tessitori, Rivolta, La fine) esposti pubblicamente nel 1896 e divenuti la serie di lavori fra le più apprezzate.
Il secondo maggior ciclo di lavori (litografie) che impegnò l'artista, fu tra il 1902 e il 1908, la guerra dei contadini tedeschi, riferita all'evento storico omonimo avvenuto nel sud della Germania nei primi anni della riforma protestante, a partire dal 1525. Durante questo periodo di lavoro, visitò l'Académie Julian di Parigi, dove imparò a scolpire e, una delle litografie del ciclo, dal titolo Scoppio, vinse il premio "Villa Romana". La vincita di questo premio le garantì per un anno, il 1907, la permanenza in uno studio di Firenze. Fu amica della connazionale pittrice Dora Hitz (1856-1924), anch'essa vincitrice del medesimo premio.
Con lo scoppio della prima guerra mondiale il figlio Peter, nell'ottobre 1914, morì durante una battaglia, causandole un lungo periodo depressivo. Successivamente progettò per lui e i suoi compagni morti un memoriale scultoreo (I genitori addolorati) di cui distrusse una prima bozza nel 1919 per poi ricominciare nel 1925. Il memoriale, terminato nel 1932, venne posto nel cimitero di Roggevelde (Belgio) e successivamente spostato nella vicina Vladslo (al locale cimitero di guerra tedesco), con lo spostamento della tomba del fratello.
Nel 1917, al suo cinquantesimo compleanno, la galleria di Paul Cassirer provvide ad esporre 150 suoi dipinti.
Una delle maggiori espressioni delle sue idee politiche socialiste fu il "Memoriale a Karl Liebknecht" nonché la sua adesione all'"Arbeitsrat für Kunst", parte del primo governo dell'SPD, pochi anni dopo la fine del primo conflitto mondiale. La Kollwitz fece inoltre parte del movimento artistico "Secessione di Berlino". Poco tempo dopo aver assistito ad una mostra di xilografie di Ernst Barlach completò il memoriale per Liebknecht e produsse circa 30 xilografie nel 1926.

### Gli ultimi anni e la seconda guerra mondiale
Con l'ascesa politica del NSDAP, che nello stesso 1933 ne chiese le dimissioni forzate dalla Accademia delle Arti (Akademie der Künste), la Kollwitz venne subito osteggiata per via delle sue idee ed etiche politiche. Grazie alla sua fama internazionale di artista, riuscì a sfuggire alla deportazione in un campo di concentramento, restando a Berlino fino a quando fu sfollata dai bombardamenti del 1943. Successivamente a questi, la Kollwitz riparò prima a Nordhausen (in Turingia) e poi a Moritzburg, nei pressi di Dresda, dove morì 2 settimane prima della resa tedesca (9 maggio 1945) nella seconda guerra mondiale.

## Stile e tematiche
Pittrice, scultrice, stampatrice, litografa e xilografa del filone espressionistico, Käthe Kollwitz fu impegnata soprattutto nella rappresentazione delle condizioni umane degli "ultimi" del suo tempo, grazie all'empatia nutrita verso essi. Di idee socialiste e pacifiste, la Kollwitz seppe dare espressione alle vittime di povertà, fame e guerra. I suoi inizi furono naturalistici nonché venne influenzata dalla Bauhaus berlinese.

## Opere
| - Sculture - Madre con bambino morto (1903) - Memoriale per Karl Liebknecht (1925) - I genitori addolorati (1932) - Madre con due bambini (19xx) - Pietà (1937) - Gruppo di bambini (1938) | Xilo/litografie Povertà (1896) Morte (1896) Cospirazione (1896) Guerra dei contadini [ 6 ] (1902-1908) Il sacrificio (1922) I volontari (1922) La finestra-I (1922) La finestra-II (1923) Le madri (1923) Il popolo (1923) Bambini della Germania (1924) Pane (1924) Mai più guerra (1924) Morte [ 7 ] (1930) | Dipinti e stampe Marcia dei tessitori (1896) Rivolta (1896) La fine (1896) Madre con bambino morto (1903) Runover (1910) Autoritratto (1912) Madre (1919) Madre con bambini (1919/20) Donna con bambino che dorme (1927) Due madri con due bambini (1930) |

## Galleria d'immagini

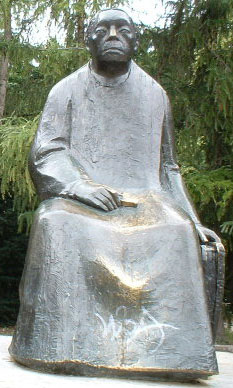
Statua di Käthe Kollwitz. Opera di Gustav Seitz (1960)
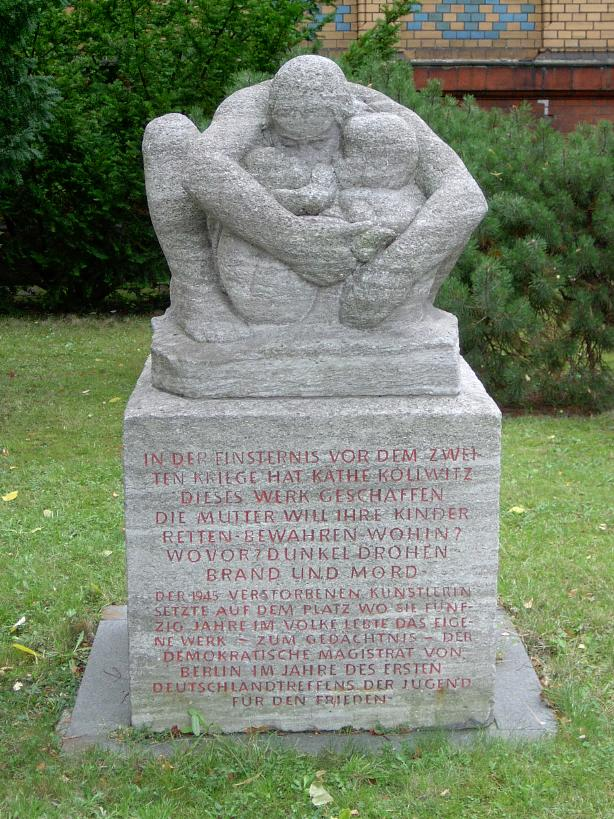
Madre con due bambini
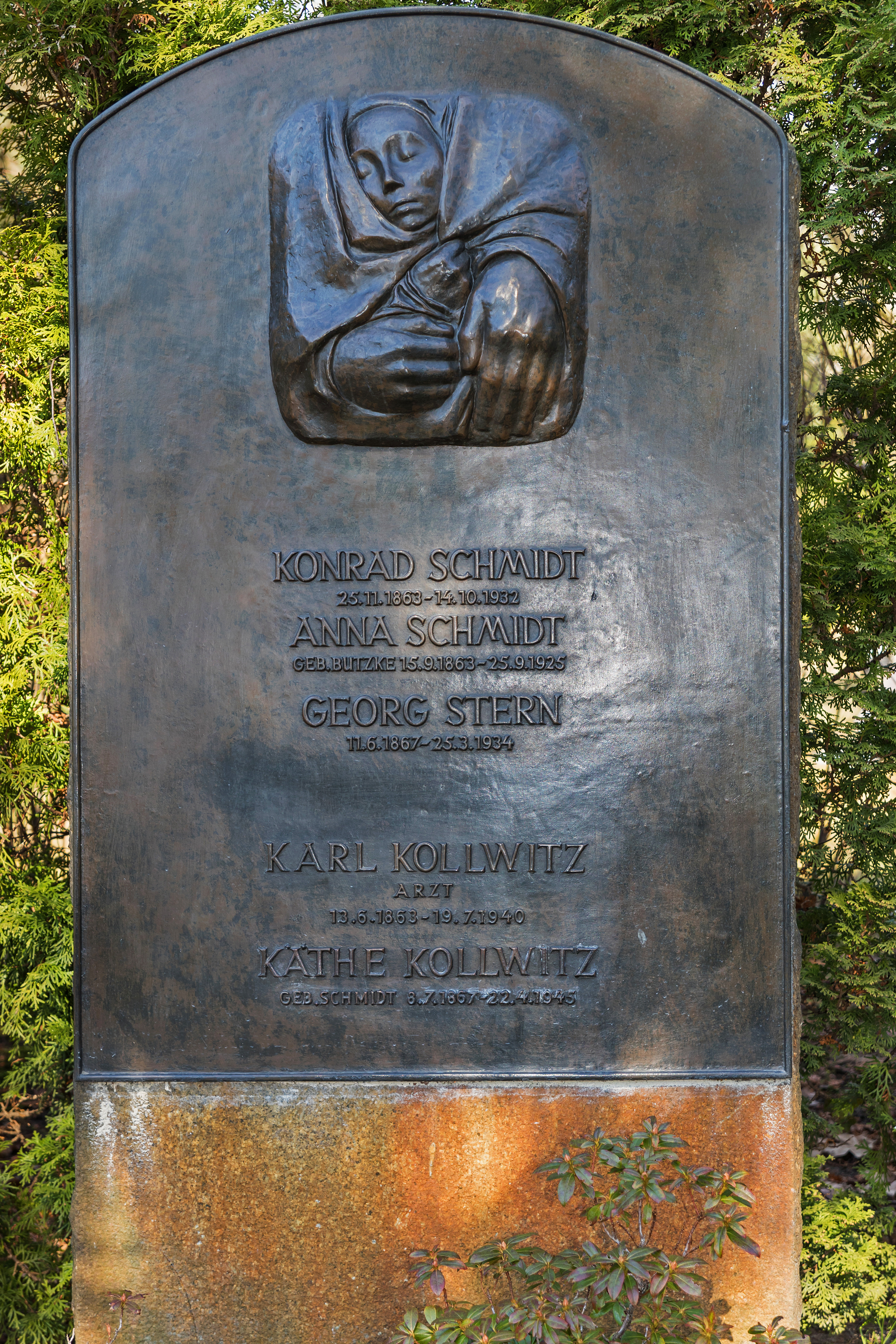
Lapide di Käthe Kollwitz al "Zentralfriedhof Friedrichsfelde"
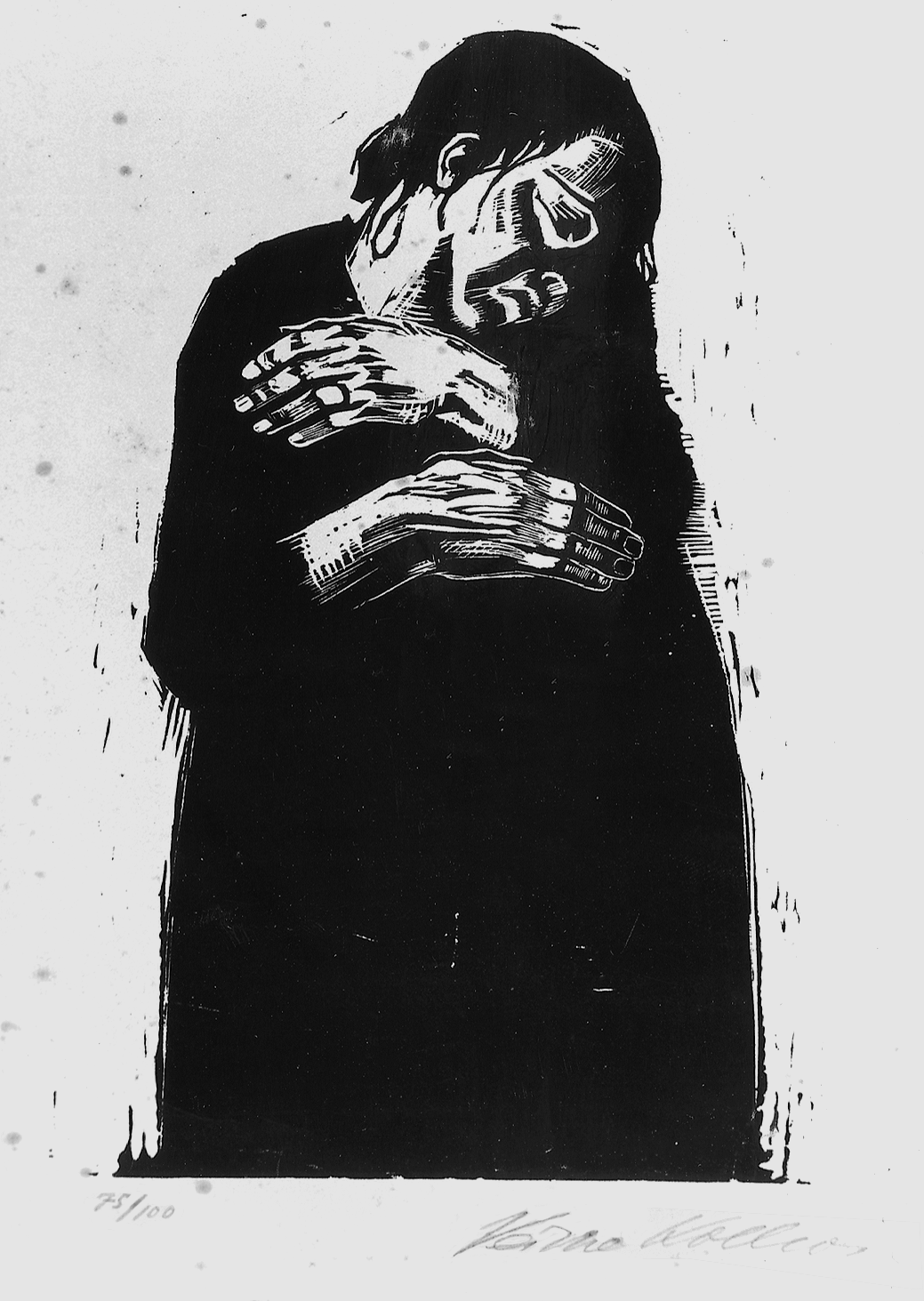
La vedova I (1922-23), xilografia dalla Collezione Mario de Andrade, presso l'Instituto de Estudos Brasileiros

## Tributi alla memoria

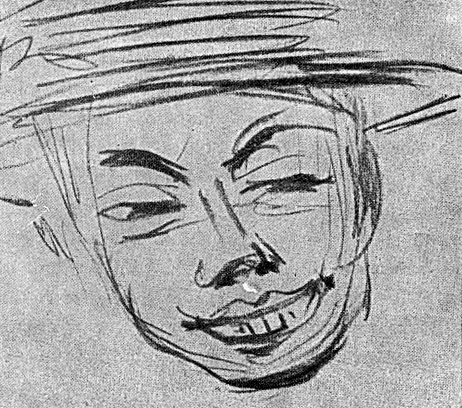
Ritratto della Kollwitz di Heinrich Zille

Numerose sono in Germania le testimonianze che oggi la celebrano, dall'intestazione di strade e piazze, alla creazione dei "Käthe-Kollwitz-Museum" a Colonia (Köln) e Berlino, nonché molteplici altre iniziative, fra cui la Kollwitz-Haus di Moritzburg, divenuta un museo. Sempre a Berlino (dove l'artista è sepolta), in una piazza di Prenzlauer Berg a lei dedicata, si trova una statua che la raffigura, opera del 1960 dell'artista Gustav Seitz. Inoltre, la statua Pietà si trova attualmente esposta nella Neue Wache.